# الصالحية (دير الزور)
الصالحية هي إحدى قرى محافظة دير الزور في سوريا، تتبع إداريا منطقة البوكمال. القرية تضم الموقع التاريخي لمدينة دورا أوربوس.